# 完全連記制
完全連記制 (かんぜんれんきせい) は、連記投票の一種であり、一組のチェックボックスを用い、小選挙区制のように集計して単独の大選挙区から複数名の代表者を選出する選挙方法である。

## 概要
複数の代表は同時に選ばれるが、完全連記制は比例代表を得る方式ではなく、多数代表制に分類される。この制度では、最大の団体（政党）が候補者名簿から選ばれてそれぞれの議席を獲得し、小選挙区制以上に地滑り的勝利に終わることがよくある。これは、同じ政党ならば、定数一杯に票を入れられるため、候補者間の票割りが事実上不要になるからである。例えば完全連記制を採用しているモーリシャス国民議会では、1995年の選挙や2024年の選挙のように、一部の政党が議席を独占する偏った結果になりやすい。よって、それぞれの政党への支持の総和が、そのまま選挙結果に反映されることになる。単記制や制限連記制で見られる、少数政党が候補者を絞る意味もなくなる（定数一杯立てても、一人に絞っても、理論上得票数は変わらないので）。そのため、単記非移譲式投票と比較すると同一政党間における同士討ち問題がある程度解決される。
日本の国政選挙では1890年衆院選から1898年衆院選まで2人区において完全連記制であった。